# Tuman
Tuman (korejsky 두만강 Tumangang, rusky Туманная, čínsky znaky 图们江, pchin-jin Túmen Jiāng, v českém přepisu Tchu-men ťiang) je řeka, která teče převážně po čínsko-korejské (Ťi-lin) a rusko-severokorejské hranici (Přímořský kraj). Je 521 km dlouhá. Povodí má rozlohu 41 200 km². Průměrný průtok v Chasanu je 181 m³/s.

## Průběh toku
Pramení na vysočině Pektusan. Převážnou část toku teče v úzké a hluboké dolině mezi Severokorejskými a Východomandžuskými horami. Na dolním toku protéká kopcovitou krajinou a větví se na ramena. Ústí do Japonského moře, přičemž vytváří estuár.

## Vodní režim
Zamrzá v listopadu a rozmrzá v březnu až v dubnu.

## Využití
V době jarního vzestupu hladiny je do vzdálenosti 100 km od ústí možná vodní doprava na džunkách. Využívá se také na zavlažování. Na řece leží města Musan, Hörjong (KLDR).